# Anolis macrinii
Anolis macrinii – gatunek chronionej w Meksyku jaszczurki z rodziny Anolidae żyjącej na drzewach.

## Systematyka
Gatunek zalicza się do rodzaju Anolis, klasyfikowanego obecnie w monotypowej rodzinie Anolidae. W przeszłości rodzaj ten zaliczany był do rodziny legwanowatych (Iguanidae).

## Rozmieszczenie geograficzne
Zasięg występowania tego gada zawiera się w obrębie meksykańskiego stanu Oaxaca, dokładniej zaś zamieszkuje on Sierra Madre Południową. Gatunek wymienia się wśród endemitów tego państwa. Gad bytuje na wysokości pomiędzy 600 i 800 metrów n.p.m.

## Siedlisko
Naturalne siedlisko A. macrinii stanowią lasy liściaste klimatu tropikalnego. Jaszczurki, spotykane również na plantacjach kawowych, wiodą nadrzewny tryb życia.

## Zagrożenia i ochrona
W Czerwonej księdze gatunków zagrożonych IUCN Anolis macrinii jest klasyfikowany jako gatunek najmniejszej troski (LC, ang. Least Concern).
Przedstawicieli gatunku spotyka się rzadko, co IUCN wiąże z tym, że żyją wysoko wśród drzew. Populacja utrzymuje się na stabilnym poziomie.
Nie są znane żadne poważne zagrożenia dla tego gatunku, pomimo czego chroni go meksykańskie prawodawstwo.